# Peter Weber
Peter Weber (n. 27 octombrie 1947, Mediaș – d. 28 martie 2008, Mediaș) a fost un ornitolog român, unul din membrii fondatori ai Societății Ornitologice Române, director al Muzeului Municipal Mediaș, cunoscut muzeograf. În 1994 a fost numit conferențiar la Facultatea de Ecologie a Universității din Sibiu. Între anii 1990-1992, Peter Weber a fost ales deputat în Parlamentul României, unde a ocupat și funcția de președinte al Comisiei de Mediu a Parlamentului.